# Cranwell
Cranwell è un villaggio di circa 3.000 abitanti nel Lincolnshire, in Inghilterra. Alla sua periferia si trova l'Air Force Training Center.
La chiesa del villaggio risale al IX secolo ed è stata preceduta da un insediamento probabilmente risalente al tempo del re Alfredo il Grande nell'VIII secolo. Del villaggio più antico, c'è ancora una chiesa e una croce commemorativa nel centro del villaggio, ai piedi del quale erano stati letti importanti annunci.
Il Royal Air Force College Cranwell è al centro della storia dell'aeronautica britannica. Fu probabilmente il primo centro di addestramento per l'aviazione militare al mondo. La costruzione del centro iniziò nel 1915 nel mezzo della prima guerra mondiale. Oltre alle attività di addestramento, la base ospitava un ospedale militare e sviluppò nuovi velivoli. Il primo jet della Gran Bretagna decollò per il suo primo volo da Cranwell nel 1941.